# Jerry Blake
Jerry Blake (Gary, Indiana, 23 januari 1908 - 31 december 1961) was een Amerikaanse jazz-altsaxofonist, klarinettist en arrangeur.
Blake groeide op in Nashville. Voordat hij een rietblazer werd, speelde hij viool. In 1924 werd hij lid van de band van Al Wynn. Daarna speelde hij met Bobby Lee en Charlie Turner. In 1928 en 1929 toerde hij door Europa met de groep van Sam Wooding. In de jaren dertig speelde hij bij Chick Webb, Zack Whyte en Don Redman (1933-1934), daarna speelde hij in Europa bij Willie Lewis (1934-1935). Midden jaren dertig werkte hij bij Claude Hopkins, Fletcher Henderson (1936-1938), en Cab Calloway waarvoor hij muzikaal directeur was (1938-1942). Begin jaren veertig was hij actief voor Count Basie, Earl Hines, Lionel Hampton en Don Redman. Rond 1943 kreeg Blake ernstige mentale problemen, waardoor hij niet meer in staat was te spelen. Hij bracht de jaren erna vooral door in inrichtingen.
- Bibliothèque nationale de France: cb13941614j (data)
- International Standard Name Identifier: 0000 0000 4352 397X
- Library of Congress Control Number: no93035173
- MusicBrainz: b2ab274e-8de4-4bc1-96ae-8f66c63263af
- Virtual International Authority File: 34031140
- WorldCat: E39PBJccbCx6dKXHwRWQfXj9jC